# Municipio de Svenljunga
Svenljunga (en sueco: Svenljunga kommun) es un municipio en la provincia de Västra Götaland, al suroeste de Suecia. Su sede se encuentra en la localidad de Svenljunga. El municipio actual se creó en 1971 cuando se fusionaron Svenljunga, Axelfors, Kindaholm y partes de Högvads y Lysjö.

## Localidades
Hay 5 áreas urbanas (tätort) en el municipio:
| # | Tätort         | Población |
| - | -------------- | --------- |
| 1 | Svenljunga     | 3709      |
| 2 | Sexdrega       | 782       |
| 3 | Hillared       | 663       |
| 4 | Överlida       | 514       |
| 5 | Östra Frölunda | 313       |
| 6 | Mjöbäck        | 304       |
| 7 | Holsljunga     | 225       |

## Ciudades hermanas
Svenljunga está hermanado o tiene tratado de cooperación con:
- Rehna, Alemania
- Tamsalu, Estonia